# Kastor Notter
Kastor Notter (Niederrohrdorf, 16 febbraio 1906 – Ingenbohl, 9 gennaio 1950) è stato un ciclista su strada e ciclocrossista svizzero.
Professionista dal 1922 al 1929, vinse il Campionato di Zurigo nel 1927 e per tre volte i Campionati svizzeri in linea.

## Carriera
Ottenne la maggior parte dei suoi risultati nella natia Svizzera. Già nel 1923 si mise in luce in tutte le maggiori corse in linea svizzere e, oltre a vincere due prove, fu secondo nella Berna-Ginevra, nella Monaco-Zurigo e nel Tour du Nord-Ouest de la Suisse. Congiuntamente alla attività su strada, si dedicò anche al ciclocross arrivando terzo nel campionato nazionale di categoria. Nei campionati nazionali in linea fu terzo sia nella prova in linea che nella prova in salita.
Nel 1924 vinse il suo primo campionato nazionale mentre nelle corse in linea del panorama svizzero fu secondo nella Monaco-Zurigo, nel Campionato di Zurigo e nel Tour du Nord-Ouest de la Suisse, terzo nella Bring-Ginevra e quarto al Tour du Lac Leman. In quella stagione prese parte anche al Grand Prix Wolber, una sorta di antesignano dei Campionati del mondo di ciclismo su strada, che chiuse all'ottavo posto
Nelle stagione successiva, il 1925, oltre a ripetersi nel campionato nazionale, vinse anche il Tour du Nord-Ouest de la Suisse e fu terzo nel Giro della Provincia di Milano; ripeté anche il piazzamento dell'anno precedente nel Grand Prix Wolber
Il 1926 fu un anno ricco di risultati, raggiunti anche fuori dal territorio elvetico per la prima volta con una certa continuità: in Francia fu secondo nella Parigi-Tours e quinto nelle Parigi-Roubaix, in Germania ottenne il secondo posto sia nella Rund um Köln che nella Rund um die Hainleite-Erfurt, mentre in Italia fu quinto nel Giro della Provincia di Milano. In patria comunque si aggiudicò la Romanshorn-Ginevra. In quella stessa stagione, inoltre, chiuse al secondo posto il Grand Prix Wolber.
Nel 1927 conquistò le due maggiori corse in linea del panorama nazionale elvetico, il campionato nazionale, il suo terzo, e il Campionato di Zurigo, fu inoltre secondo al Tour du Lac Leman. Partecipò ai campionati del mondo, non portando a termine la prova in linea.
Nel 1928 prese nuovamente parte alla Parigi-Tour e alla Parigi-Roubaix ma non si ripeté sui livelli del passato; il quinto posto nel Tour du Nord-Ouest de la Suisse e il nono nel Campionato di Zurigo furono i suoi ultimi piazzamenti significativi. Morì a Brunnen, frazione di Ingenbohl.

## Palmarès
- 1923

Tour de Suisse Orientale
Zurigo-La Chaux-de-Fonds
- 1924

Campionati svizzeri, Prova in linea
- 1925

Campionati svizzeri, Prova in linea
Tour du Nord-Ouest de la Suisse
- 1926

Romanshorn-Ginevra
- 1927

Campionati svizzeri, Prova in linea
Campionato di Zurigo

## Piazzamenti

### Classiche monumento
- Giro delle Fiandre

1924: 25º
- Parigi-Roubaix

1926: 5º
1928: 13º
- Giro di Lombardia

1923: 23º

### Competizioni mondiali
- Campionati del mondo

Nürburg 1927 - In linea: ritirato